# Monte Raparo
Il Monte Raparo è una montagna alta 1.764 m s.l.m. nella provincia di Potenza (PZ), Basilicata. Alle sue pendici sorge il comune di San Chirico Raparo.

## Descrizione

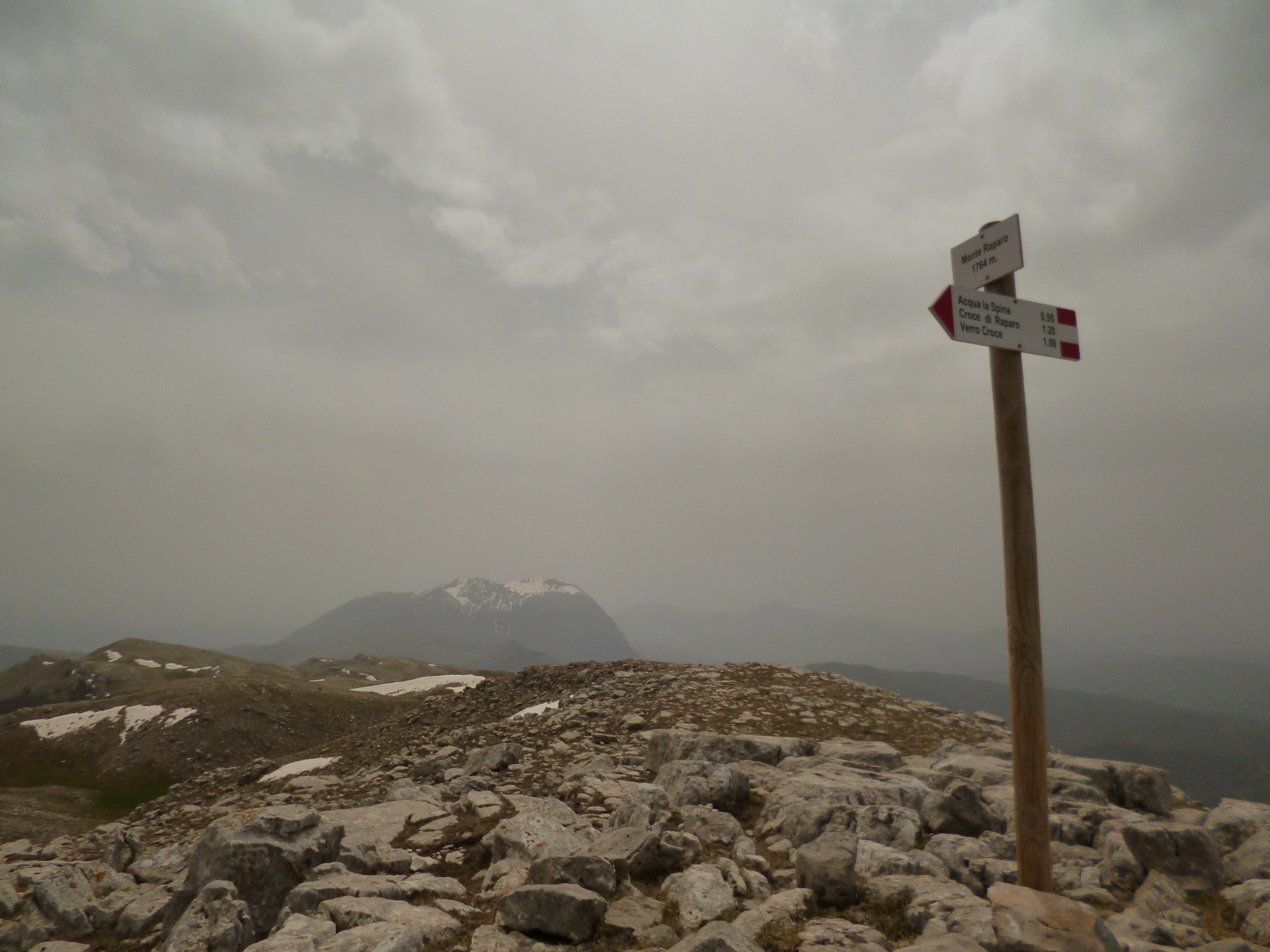
Monte Raparo, vetta

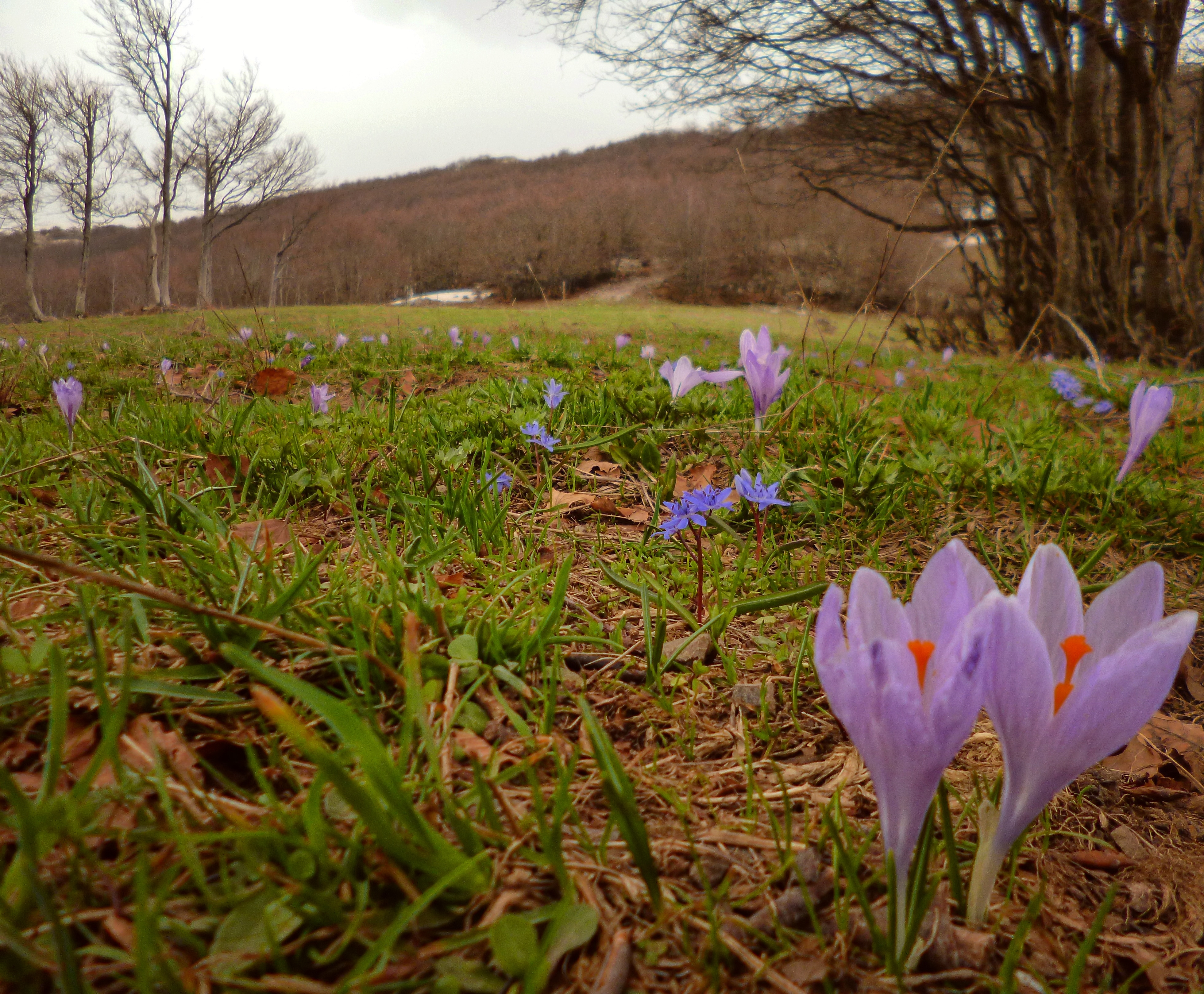
Monte Raparo, pascolo "a mandra"

La vetta, da cui si può ammirare la Val d'Agri e, nelle giornate più terse, si intravede il golfo di Taranto, è anticipata da una grande distesa denominata "a mandra", dove in estate è facile imbattersi in mucche podoliche e cavalli selvaggi al pascolo.
Per quanto concerne il nome, varie sono le interpretazioni: quella ritenuta più plausibile vuole che derivi dal termine dialettale “rapàt” (calvo) a intendere la peculiare caratteristica della cima del monte (in dialetto “u tip”) priva di boscaglia.